# Transgénesis

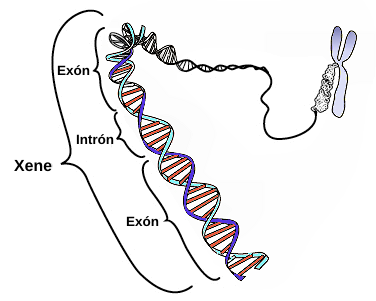
Codificando el ADN

Se conoce como transgénesis al proceso de transferir genes de un organismo a otro. La transgénesis se usa actualmente para hacer plantas y animales modificados.
Existen distintos métodos de transgénesis como la utilización de pistolas de genes o el uso de patógenos como vectores para transferir los genes.
Transgénico se refiere a una planta o a un animal en cuyas células se ha introducido un fragmento de ADN exógeno, o sea un ADN que no se encuentra normalmente en ese organismo. Un ratón transgénico, por ejemplo, es uno al que se ha inyectado ADN, en un óvulo fertilizado que se reimplanta a una madre adoptiva. El animal que nace tiene no solo su propio ADN, sino también el fragmento de ADN exógeno que se reinyectó en la etapa de fertilización del óvulo. Podemos estudiar qué efecto tiene este gen sobre todo el organismo, en vez de mirar tan solo una célula en un tejido de cultivo. Esto es muy importante porque muchas enfermedades no afectan a un solo tipo de células, sino que afectan a las interacciones entre muchos tipos diferentes de células. Este tipo de tecnología permite modelar enfermedades humanas en otras especies donde se puede estudiar la biología y posibles terapias para la enfermedad.

## Transgénesis de animales
La transgénesis se puede definir como la introducción de ADN extraño en un genoma, de modo que se mantenga estable de forma hereditaria y afecte a todas las células en los organismos multicelulares. Generalmente, en animales, el ADN extraño, llamado transgen, se introduce en cigotos, y los embriones que hayan integrado el ADN extraño en su genoma, previamente a la primera división , producirán un organismo transgénico; de modo que el transgén pasará a las siguientes generaciones a través de la línea germinal (gametos). 
Entre las aplicaciones de los animales transgénicos se pueden destacar:
- La posibilidad de estudiar a nivel molecular el desarrollo embrionario y su regulación.
- Manipular de forma específica la expresión génica in vivo.
- Estudiar la función de genes específicos.
- Poder utilizar a mamíferos como biorreactores para la producción de proteínas humanas.
- La corrección de errores innatos de metabolismo mediante terapia génica.

La transgénesis puede efectuarse siguiendo tres estrategias distintas:

### Transgénesis por microinyección de cigotos
Desde que en 1995 se obtuviera una rata transgénica , la producción de animales transgénicos es cada vez más cotidiana, existiendo ya animales transgénicos de las siguientes especies: ratón, rata, conejo, cerdo, vaca, cabra y oveja. 
La técnica se realiza, fundamentalmente por microinyección y se realiza de la siguiente forma:
En la primera fase, se aíslan un número grande de óvulos fertilizados. Se consigue sometiendo a las hembras a un tratamiento hormonal para provocar una superovulación. 
La fertilización puede hacerse in vitro o in vivo. 
En la segunda fase, los cigotos obtenidos se manipulan uno a uno y con una micropipeta a modo de aguja, se introduce una solución que contiene ADN. 
En la tercera fase, estos óvulos son reimplantados en hembras que actuarán como nodrizas permitiendo la gestación hasta término. Por último, tras el destete de los recién nacidos, éstos se chequean, para ver si ha ocurrido la incorporación del transgén.

### Transgénesis por manipulación de células embrionarias
Una estrategia más poderosa para la transgénesis implica la introducción de ADN extraño en células embrionarias totipotentes (células ES) o células embrionarias madres (células EM). Estas células se toman del interior de la blástula en desarrollo y se pasan a un medio donde se tratan con distintos productos con lo que se conseguirá que las células no se diferencien, y se mantiene su estado embrionario. 
El ADN extraño se introduce en las células ES mediante diversas técnicas, posteriormente las células transfectadas son reintroducidas en una blástula y ésta reimplantada en una hembra. 
Con esta técnica los neonatos son quimeras, o sea, tienen células de origen distinto, parte con el material genético original y parte transfectadas ; mediante el cruce de con aquellas quimeras que hayan incorporado el transgén en su línea germinal se consiguen animales transgénicos.

### Animales transgénicos basados en cromosomas artificiales
La tecnología actual para transferir genes a través de la línea germinal de mamíferos requiere la integración de ADN exógeno desnudo en un sitio aleatorio dentro del genoma del hospedador. Sin embargo, este proceso puede generar efectos de posición indeseables así como mutaciones perjudiciales.
Los cromosomas artificiales de mamíferos son buenos vectores para la producción de transgénesis, así como para la producción de proteínas celulares y aplicaciones en la terapia génica. Esto es así porque tienen la ventaja de:
- Transportar grandes moléculas de ADN
- La posibilidad de replicarse paralelamente al genoma del hospedador, pero sin integrarse en él.
- Se transmiten a través de la línea germinal.

Los cromosomas artificiales basados en ADN satélite (SATAC) contienen:
- Orígenes de replicación no virales
- Telómeros
- Centrómero

Todo ello para permanecer estables en el cromosoma de la célula huésped.
60 Mb son el prototipo de un SATAC e incluyen secuencias de heterocromatina no codificante entremezcladas con genes marcadores como lac Z (β-galactosidasa) y hph (higromicina fosfotransferasa).
El procediento para la transgénesis y el posterior seguimiento de la presencia del cromosoma artificial sería enesencia como sigue:
- Aislamiento de SATACs y concentración, mediante citometría de flujo, y posteriormente se recogen por centrifugación.
- Se cultivan los embriones receptores, por ejemplo de ratón
- Se realiza una microinyección de los SATACs en los pronúcleos de ratón, utilizando micropipetas de vidrio borosilicadas.
- Se extrae el ADN genómico total y se amplifica por PCR para probar la presencia de higromicina. Luego se realiza una tinción de B-galactosidasa para probar la actividad del gen lac Z (ambos genes están presentes en el SATAC).
- Por último se realiza una hibridación in situ fluorescente (FISH) de los embriones cultivados con un medio en colcemida (detiene las células en fase M), con sondas de ADN satélite, lac Z y hph.

Se ha observado que los cromosomas artificiales se pueden transmitir correctamente durante las mitosis y a la descendencia del individuo transgénico, permitiendo la supervivencia de un porcentaje aceptable de individuos.
La creación de ratones transgénicos con SATAC también abre amplias aplicaciones en áreas como la genómica funcional y la creación de animales modelo para enfermedades humanas.
Y DE GRAN ACCIÓN MUNDIAL
También se han usado nucleótidos artificiales sin ninguna de las bases comunes, que ingresan a E coli por medio de una diatomea. La bacteria sobrevive y se reproduce manteniendo el nuevo ADN .

## Transgénesis de plantas

### Cultivos transgénicos resistentes a herbicidas
A nivel mundial, los daños producidos por las malas hierbas destruyen casi el 10% de los cultivos, y para evitarlo los agricultres utilizan herbicidas, con el consiguiente gasto económico y contaminación de aguas y suelos. El generar plantas resistentes a estos compuestos mejoraría esta situación, y para lograrlo se transfieren vectores que transportan genes de resistencia a herbicidas.
Un ejemplo es la resistencia al herbicida glifosato en la soja y maíz. Esta sustancia es efectiva con bajas concentraciones, pero es tóxico para el ser humano y los microorganismos descomponedores del suelo. La acción del glifosato es sobre la enzima EPSP sintetasa, importante en la biosíntesis de aminoácidos, y por tanto al inhibir dicha enzima la planta muere. 
Resulta un gran problema el uso de estos organismos, ya que significaría el desarrollo de supermalezas, debido a la aplicación masiva de este herbicida, lo que con el paso del tiempo genera resistencia en malezas, además de posibles cruzamientos con plantas similares no transgénicas.
Muchos pueblos latinoamericanos se encuentran en lucha, debido a la pérdida de su maíz criollo y variedades cultivadas de tiempos remotos, debido a la gran tasa de cruzamiento de esta especie, ya que el medio de dispersión del polen es el viento.
Actualmente ya se encuentra maíz y soja resistente a glifosato en mercados de EE.UU. y otros países desde su aparición en 1996.
Desde su introducción en 1996, la soja transgénica ha tenido un aumento espectacular en cuanto a los cultivos que se han desarrollado, con consiguientes pérdidas de suelo y erosión, debido al laboreo y falta de cobertura post-cosecha. Algo parecido ha ocurrido con el maíz, el algodón y la colza, que también han tenido un elevado desarrollo casi a nivel paralelo, pero inferior a la soja. De todos estos cultivos, los EE.UU. son los que producen dos terceras partes de la producción mundial de plantas de cultivo genéticamente modificadas.

### Incremento nutritivo de los cultivos
Durante los últimos 50-100 años, la mejora genética de las plantas de cultivo ha resultado en una mejora importante de la productividad e incremento en las capacidades nutritivas, pero en los últimos años se han percibido descensos e inclusive estancamiento en los niveles productivos, lo que puede ser debido a falta de políticas de protección de suelos. 
Un ejemplo de cultivos a los que les han sido subsanados alguna deficiencia nutricional por biotecnología es el caso del arroz dorado, con niveles incrementados de B-caroteno, un precursor de la vitamina A. Para ello se introdujeron tres genes que codificaban enzimas de la ruta biosintética que conduce a la síntesis de carotenoides en el genoma de arroz usando métodos de recombinación. Dos genes proceden del narciso y uno bacteriano. 
La deficiencia de esta vitamina se da en muchas partes de Asia y África, y cada año son muchos los niños que adquieren ceguera permanente debido a esta deficiencia.
Otros estudios están encaminados a incrementar los niveles de ácidos grasos, de antioxidantes y de otras vitaminas y minerales en las plantas de cultivo.

### Inquietudes en la utilización de transgénicos
La mayoría de los productos modificados genéticamente contienen un gen introducido que codifica una proteína que confiere el carácter deseado (resistencia a herbicida, a insectos…). ¿Presenta este hecho consecuencias medioambientales o para nuestra salud? En general, si las proteínas no son tóxicas ni alérgicas no tienen ningún efecto fisiológico negativo. Por ejemplo, en el caso de consumir el gen EPSP de resistencia a herbicida junto con la planta, éste se degradará rápidamente.
En Europa, a diferencia de EE.UU. es obligatorio etiquetar los alimentos transgénicos.
En cuanto a los riesgos, existe un debate constante al existir una gran disidencia con respecto de si existe o no riesgos. Hasta la fecha no se ha podido unificar una teoría ya que no se ha conseguido probar científicamente que los cultivos transgénicos posean un riesgo o no. 

#### Mutaciones genéticas causada por los alimentos
Los alimentos transgénicos son aquellos de origen animal o vegetal cuya composision genética ha sido manipulada para aumentar su poder nutricional haciéndolos más resistentes a plagas.

#### Plantas transgénicas y vacunas comestibles
Las vacunas requieren un proceso de fabricación bajo condiciones controladas, sin embargo en países subdesarrollados existen problemas como la producción, transporte o almacenamiento de las mismas, ya que la mayoría de las vacunas requieren refrigeración y todas ellas condiciones estériles. Es por ello, que se están desarrollando vacunas baratas sintetizadas en plantas comestibles. Así, el gen que codifica la subunidad antigénica de la vacuna de la hepatitis B se ha transferido a una planta de tabaco y éste se ha expresado en sus hojas. Del mismo modo también se está empleando esta técnica para combatir el cólera, así como el uso de otros vegetales o frutales como la patata o la banana para ser considerados plantas comestibles.
Para la fabricación de estas vacunas, por ejemplo en el caso de la patata, hemos de:
1. Insertar el gen de un patógeno humano en una bacteria que infecta plantas
2. La bacteria infecta fragmentos de hoja de patatera
3. Dichos fragmentos brotan y generan plantas enteras que contienen el gen patógeno humano
4. Al ingerir dichas patatas, nuestro sistema inmune se activa, creando anticuerpos para dicho patógeno, creándonos por tanto inmunidad frente él.

Sin embargo, como lo que pasa a nuestro intestino es solo el gen, no el virus o la bacteria completa, no hay posibilidad de que la persona contraiga la enfermedad, pero si es lo suficiente, para que nuestro sistema inmune responda protegiéndonos frente a una posible infección verdadera.

#### Plantas transgénicas de tabaco para descontaminar suelos
En este caso, las plantas transgénicas se emplean para la biorremediación.
Este estudio fue llevado a cabo en una zona de entrenamiento de militares y fabricación de armamento durante la Segunda Guerra Mundial.
El suelo está contaminado con TNT residual, y para eliminar este problema, se han plantado plantas de tabaco modificadas genéticamente, capaces de generar un mayor número de bacterias descomponedoras de este explosivo en elementos no nocivos.

## Otras lecturas
1. Lacadena, Juan Ramón. Citogenética. 1996. Editorial Computense
2. William S.Klug, Michael R. Cummings, Charlotte A.Spencer. Conceptos de Genética. Editorial Pearson.
3. http://www.tendencias21.net/Modifican-geneticamente-una-planta-de-tabaco-para-descontaminar-suelos_a1737.html
4. Generation of trnsgenic mice and germline transmission of a mammalian artificial chromosome introduced into embryos by pronuclear microinjection. Chromosome Research 8:183-191,200. Kluwer Academic Publishers.
5. http://digital.csic.es/bitstream/10261/4230/1/analesv.21n.3-1995-pp159.pdf

- Datos: Q2305545